# 却金亭碑
23°03′06″N 113°44′40″E / 23.051667°N 113.744444°E
却金亭碑位于广东省东莞市莞城街道北门外光明路、教场街街口，于明朝嘉靖二十一年（1542年）建立，记载了嘉靖年间，时任番禺县县令的李恺受命前往东莞处理暹罗商船来华事宜之后，拒收酬金的事迹。2006年，被中华人民共和国国务院列入第六批全国重点文物保护单位。

## 历史
明朝嘉靖年间，海外诸国与明朝政府间进行的以朝贡为名的海路贸易已经十分繁荣。当时东莞以出产香料为名，出产的香料称为“莞香”，经现时的石龙、香港等地输出海外。明朝政府的商税主要包括市税、关税和舶税三种。其中的舶税即政府对来华船只所载货物开征的税收。从明初到明正德之前，明政府并无征收舶税。从正德四年（1509年）起始，广州市舶司实行抽分制，对外国商船货物实行抽取30%的舶税。然而不久后广东参议陈伯献进奏反对抽分制度，朝廷下令直接阻止不在贡期来华的商船贸易，不得抽分。正德十二年（1517年），陈金和副使与吴廷举重申抽分制，得户部批准，并将税率改为20％。嘉靖二年（1523年）发生了宁波“争贡之役”，不仅迫使政府严申海禁，仅留下广州市舶司保留对外贸易，抽分制度也随之告终。然而，官府在私底下仍然会有向来华贸易的商船抽分的现象。
嘉靖十七年（1538年），番禺县县尹李恺来东莞检查外贸，订立制度不准官吏随意抽盘、骚扰外商，“不封舟者，不抽盘，责令自报其数而验之，无额取人役，不骚扰”（不封船抽分，令商人自己上报货物数量而由官司进行检验，不征收金额、役使商人，不做骚扰）。暹罗人柰治鸦看聚集暹罗商人商议后筹集重金想要送给李恺以表答谢，但李恺坚辞不受。柰治鸦看便到广州禀请巡按王十竹批准，于嘉靖二十年（1541年）在东莞以百两酬金建立却金坊和却金亭，翌年又立碑为记，便是却金亭碑。
万历二十年（1592年）至二十七年间，当时的广东监察御史刘会曾经重修却金亭及却金亭碑，并在碑文后磨出两行，刻上“赐进士第文林郎、巡按广东、监察御史、闽惠安刘会重修”、“东莞知县侯官李文奎督修”以作记录。
却金亭在1960年代已经破败无存，1997年东莞市政府重建却金亭。2002年，却金亭碑被列为广东省省级文物保护单位。2006年，却金亭碑成为中国全国重点文物保护单位。

## 外形
却金亭碑高184厘米，阔102厘米，通身以青石制成，质地坚硬。底座以红砂石制，呈长方形，长143厘米，宽30厘米，高20厘米。碑的顶部是呈圆弧形，雕有云海涌日花纹作为装饰，中间刻有篆体的“却金亭碑记”五字碑额。碑额下面刻着碑文，全文以楷书写就，分为二十一纵行，每行五十字恰好写满，而碑体的四周则刻有云纹。碑额由翰林院编修郑一统书写，内文是广东监察御史姚虞所撰，由礼部员外郎林应亮书丹。